# Pheidole tertiaria
Pheidole tertiaria är en myrart som beskrevs av Carpenter 1930. Pheidole tertiaria ingår i släktet Pheidole och familjen myror. Inga underarter finns listade i Catalogue of Life.